# グリーン・アンド・ブラックス
グリーン・アンド・ブラックス（Green & Black's）は、イギリスに本拠を置くチョコレート会社で、米国の大手食品企業クラフトフーヅの子会社。

## 概要
グリーン・アンド・ブラックスは、各種のチョコレートバー、アイスクリーム、ビスケット、ホット・チョコレートなどを、ポーランドとイタリアにある工場を中心に生産している。同社の製品は有機農産物から生産され、高価で販売される。
グリーン・アンド・ブラックスは、1991年に、クレイグ・サムズ(Craig Sams)とその妻で、雑誌編集者・ジャーナリストとして活躍していたジョセフィン・フェアレー(Josephine Fairley)によって創業された。社名の由来は、創業に関わった者の人名ではなく言葉遊びのように付けられたものであり、グリーンは創業者たちの環境問題への関心を、ブラックは製造を目指したココアパウダーの比率が高いチョコレートを表している。1994年から、同社はベリーズのマヤ族(Maya peoples)の農民からフェアトレードによるカカオ豆の購入を始めて「マヤゴールド・チョコレートバー」を生産し、同年の Worldaware Business Award を受賞し、またイギリスで最初のフェアトレード認証を受けた。同社は、ベリーズのプンタゴルダ(Punta Gorda, Belize)に小さな事務所を構えている。
アジア太平洋地区（オーストラリア、ニュージーランド）で販売されるグリーン・アンド・ブラックスのチョコレートは、2010年末までに製品の90パーセントでフェアトレード認証を取得し、さらに2011年中には全製品でフェアトレード認証を取得していくと公表されている。

## 所有権
2005年5月、キャドバリー・シュウェップス（現在のキャドバリー社）はグリーン・アンド・ブラックスを買収した。買収額は公表されなかったが、2000万ボンド前後であったろうと推測されている。キャドバリーは「グリーン・アンド・ブラックスを今後も独立した事業として存続させる」と公約した。
2010年1月19日、キャドバリー・シュウェップスはクラフトフーヅに買収された。キャドバリーには115億ポンド（195億米ドル）の値が付いた。